# Lindholmen, Nynäshamns kommun
Lindholmen är en bebyggelse i södra änden av halvön Lisö i Sorunda socken i Nynäshamns kommun. Från 2015 avgränsar SCB här en småort.